# Liste der Kulturdenkmäler in Niederelbert
In der Liste der Kulturdenkmäler in Niederelbert sind alle Kulturdenkmäler der rheinland-pfälzischen Ortsgemeinde Niederelbert aufgeführt. Grundlage ist die Denkmalliste des Landes Rheinland-Pfalz (Stand: 21. Dezember 2021).

## Denkmalzonen
| Bezeichnung                              | Lage                        | Baujahr | Beschreibung | Bild |
| ---------------------------------------- | --------------------------- | ------- | --- | ---- |
| Denkmalzone Kurtrierische Wildbanngrenze | nordwestlich des Ortes Lage | 1770    | Abschnitt der ehemaligen kurtrierischen Wildbanngrenze zwischen Welschneudorf und Wirges, Wall- und Grabenanlage, 1770 angelegt | BW   |

## Einzeldenkmäler
| Bezeichnung                  | Lage                                | Baujahr                 | Beschreibung | Bild                           |
| ---------------------------- | ----------------------------------- | ----------------------- | --- | ------------------------------ |
| Rathaus                      | Hauptstraße 19 Lage                 | 1833                    | ehemaliges Gemeindeamt und Schule; Walmdachbau, 7 zu 3 Achsen, 1833, rückwärtig ehemalige Kapelle                              | weitere Bilder Fotos hochladen |
| Wohnhaus                     | Hauptstraße 53 Lage                 | 18. Jahrhundert         | Fachwerkhaus mit Niederlass, teilweise massiv und verkleidet, 18. Jahrhundert                                                  | Fotos hochladen                |
| Wohnhaus                     | Hauptstraße 56 Lage                 | 1676                    | Fachwerkhaus mit Niederlass, (neu) bezeichnet 1676                                                                             | Fotos hochladen                |
| Quereinhaus                  | Hauptstraße 60 Lage                 | 18. Jahrhundert         | Quereinhaus, 18. Jahrhundert, Veränderungen gegen Ende des 19. Jahrhunderts                                                    | Fotos hochladen                |
| Wohnhaus                     | Hauptstraße 72 Lage                 | 18. Jahrhundert         | Fachwerkhaus, 18. Jahrhundert                                                                                                  | Fotos hochladen                |
| Wohnhaus                     | Hollerer Straße 5 Lage              | 17. und 18. Jahrhundert | Fachwerkhaus mit Niederlass, teilweise massiv, 17. und 18. Jahrhundert; der rückwärtige Gebäudeteil zu Hollerer Str. 1 gehörig | Fotos hochladen                |
| Katholische Kirche St. Josef | Kirchstraße 4 Lage                  | 1909                    | neuromanische dreischiffige Basilika, bezeichnet 1909                                                                          | weitere Bilder Fotos hochladen |
| Mühle                        | Mühlenweg 3 Lage                    | 1903                    | ehemalige Mühlenhofanlage, angeblich von 1903, technische Einrichtung erhalten                                                 | Fotos hochladen                |
| Stundenstein                 | westlich des Ortes an der B 49 Lage | 1789                    | kurtrierscher Stundenstein, Obelisk, bezeichnet 1789                                                                           | weitere Bilder Fotos hochladen |
| Hillscheider Stock           | westlich des Ortes an der B 49 Lage | 1589                    | Nischenkreuz, bezeichnet 1589                                                                                                  | weitere Bilder Fotos hochladen |